# Yūki Abe
Pour les articles homonymes, voir Abe.
Yūki Abe (阿部 勇樹), né le 6 septembre 1981 à Ichikawa dans la préfecture de Chiba au Japon, est un footballeur japonais qui évolue au poste de défenseur central ou de milieu défensif.

## Carrière en club

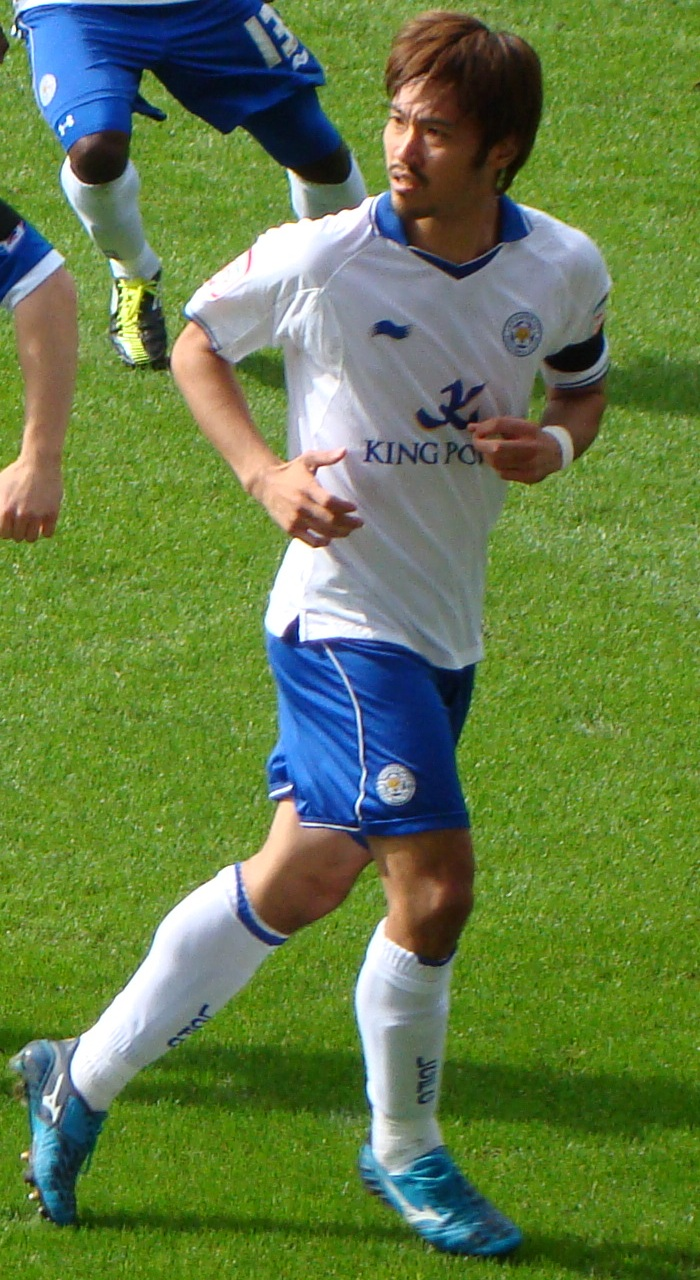
Yuki Abe avec Leicester en 2011

### JEF United Ichihara Chiba (1998-2006)
Yūki Abe devient professionnel dans le club d'Ichihara à l'âge de 16 ans et 333 jours, un record pour un joueur japonais de J. League.
Il est capitaine de l'équipe lorsque celle-ci gagne la Coupe du Japon en 2005 et en 2006.

### Urawa Red Diamonds (2007-2010)
Le 22 janvier 2007, il est transféré à l'Urawa Red Diamonds pour un montant de 2 700 000 €, plus grand montant pour un joueur de J. League.
Il participe à la Coupe du monde des clubs 2007, où le club finit à la troisième place.

### Leicester City FC (2010-2012)
Le 26 août 2010, il rejoint le club du Leicester City FC, alors en 2e division anglaise.
Il marque son premier but en championnat le 7 mai 2011, lors de la victoire de son club 4 buts à 2 face à Ipswich.

### Urawa Red Diamonds (depuis 2012)
En janvier 2012, il retourne dans le club qu'il avait quitté deux ans plus tôt.

## Carrière en sélection
Yūki Abe fait ses débuts en sélection le 29 janvier 2005 lors d'un match amical contre le Kazakhstan. Il marque son premier but le 16 août 2006 contre le Yémen, lors des qualifications pour la coupe d'Asie des nations 2007. En 2010, il participe à tous les matchs de la coupe du monde, mais ne marque aucun but.

## Palmarès
- Coupe du Japon (Coupe de l'Empereur) : 2005, 2006
- Ligue des champions de l'AFC : 2007, 2017

## Distinctions personnelles
- J. League Best Eleven : 2005, 2006 et 2007

## Statistiques

### Général
| Saison                | Club                      | Championnat           | Championnat | Championnat | Coupe(s) nationale(s) | Coupe(s) nationale(s) | Compétition(s) continentale(s) | Compétition(s) continentale(s) | Compétition(s) continentale(s) | CDM des clubs | CDM des clubs | Japon | Japon | Total | Total |
| Saison                | Club                      | Division              | M.          | B.          | M.                    | B.                    | Comp.                          | M.                             | B.                             | M.            | B.            | M.    | B.    | M.    | B.    |
| 2005                  | JEF United Ichihara Chiba | 1                     | 33          | 12          | -                     | -                     | -                              | -                              | -                              | -             | -             | 5     | 0     | 38    | 12    |
| 2006                  | JEF United Ichihara Chiba | 1                     | 33          | 11          | -                     | -                     | -                              | -                              | -                              | -             | -             | 8     | 1     | 41    | 12    |
| 2007                  | Urawa Red Diamonds        | 1                     | 33          | 3           | 1                     | 0                     | -                              | -                              | -                              | 3             | 0             | 11    | 1     | 48    | 4     |
| 2008                  | Urawa Red Diamonds        | 1                     | 33          | 6           | 2                     | 0                     | Ldc                            | 4                              | 0                              | -             | -             | 9     | 0     | 48    | 6     |
| 2009                  | Urawa Red Diamonds        | 1                     | 34          | 2           | 4                     | 0                     | -                              | -                              | -                              | -             | -             | 8     | 1     | 46    | 3     |
| 2010                  | Urawa Red Diamonds        | 1                     | 20          | 3           | 2                     | 1                     | -                              | -                              | -                              | -             | -             | 8     | 0     | 30    | 4     |
| 2010 - 2011           | Leicester City FC         | 2                     | 36          | 1           | 4                     | 0                     | -                              | -                              | -                              | -             | -             | 1     | 0     | 41    | 1     |
| 2011 - 2012           | Leicester City FC         | 2                     | 16          | 1           | 3                     | 0                     | -                              | -                              | -                              | -             | -             | 3     | 0     | 22    | 1     |
| 2012                  | Urawa Red Diamonds        | 1                     | 28          | 4           | 4                     | 0                     | -                              | -                              | -                              | -             | -             | -     | -     | 32    | 4     |
| Total sur la carrière | Total sur la carrière     | Total sur la carrière | 266         | 43          | 18                    | 1                     | -                              | 4                              | 0                              | 3             | 0             | 53    | 3     | 344   | 47    |

### Buts internationaux
| But | Date            | Lieu                                  | Adversaire      | Évolution du score | Résultat | Compétition                                    |
| --- | --------------- | ------------------------------------- | --------------- | ------------------ | -------- | ---------------------------------------------- |
| 1   | 16 août 2006    | Stade Tohoku Denryoku, Niigata, Japon | Yémen           | 1-0                | 2-0      | Coupe d'Asie des nations 2007 (qualifications) |
| 2   | 25 juillet 2007 | Stade My Dinh, Hanoï, Viêt Nam        | Arabie saoudite | 2-2                | 2-3      | Coupe d'Asie des nations 2007 (demi-finale)    |
| 3   | 27 mai 2009     | Stade Nagai, Osaka, Japon             | Chili           | 3-0                | 4-0      | Coupe Kirin 2009                               |